# Kościół Podwyższenia Świętego Krzyża w Brzezinach

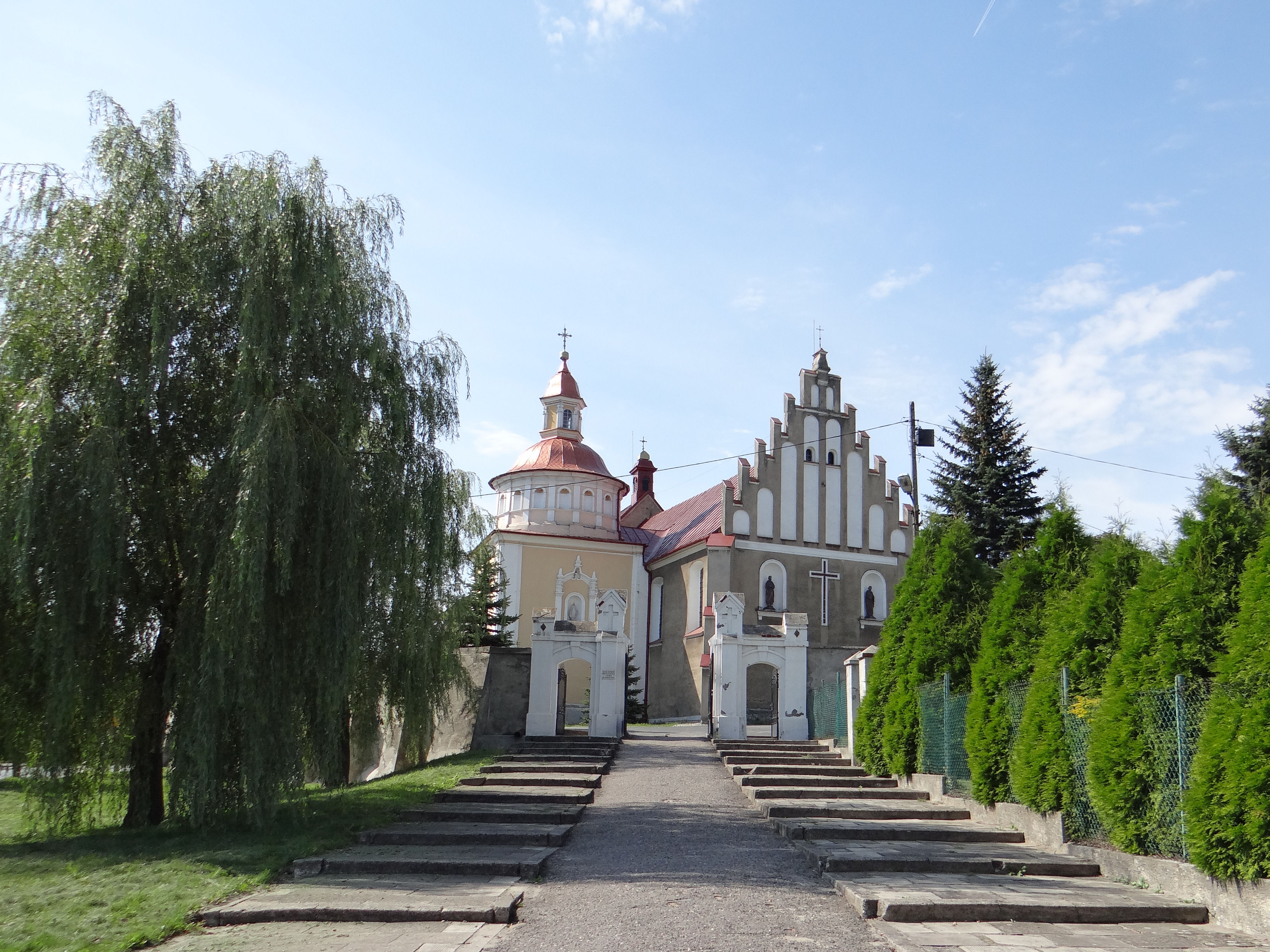

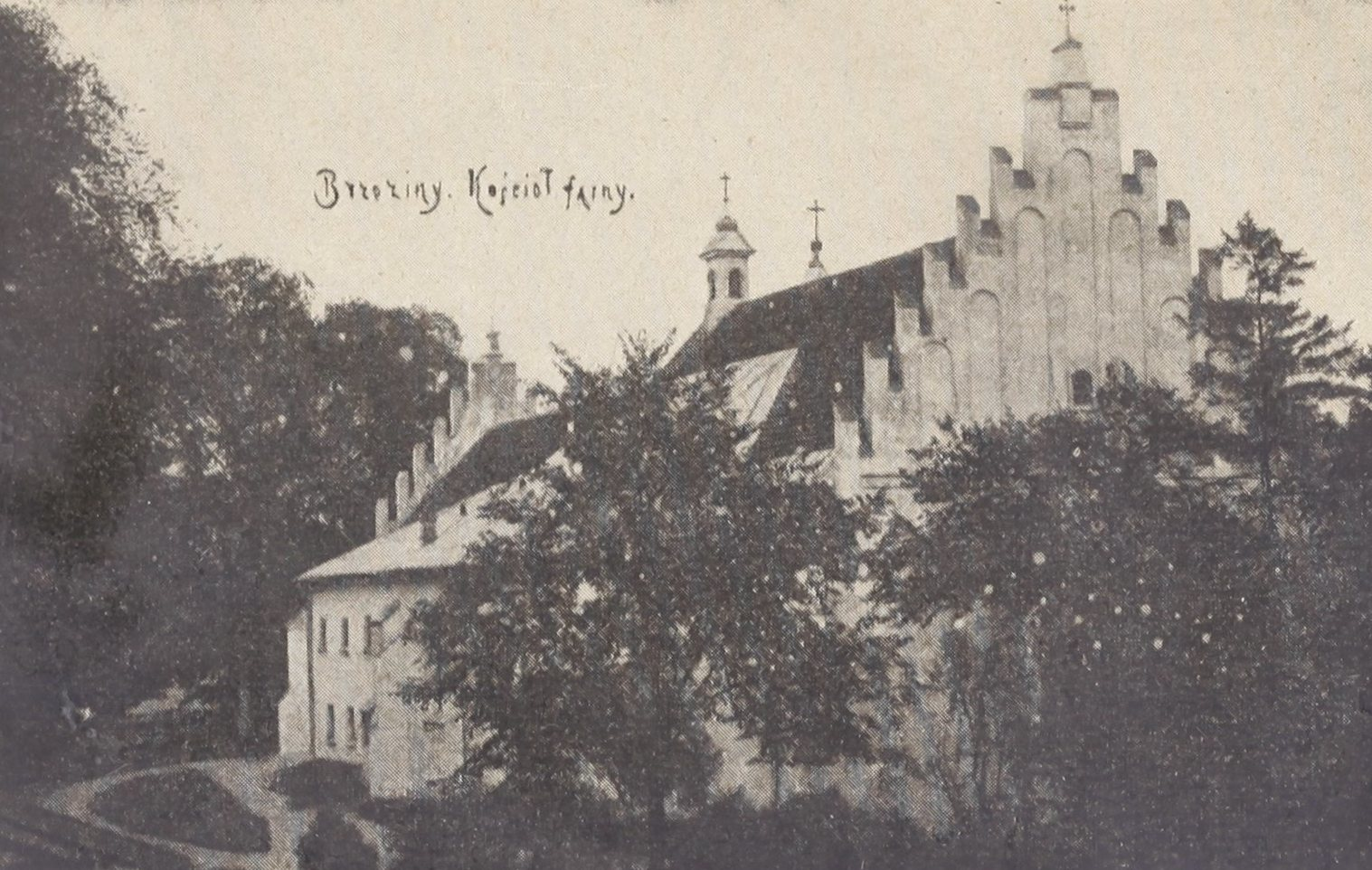
Kościół na zdjęciu z około 1914

Kościół Podwyższenia Świętego Krzyża w Brzezinach – gotycka świątynia murowana, należąca do rzymskokatolickiej Parafii Podwyższenia Świętego Krzyża w Brzezinach, w województwie łódzkim.

## Historia
Kościół został zbudowany w 1. poł. XIV wieku. Wzniesiono go z cegły, w stylu gotyckim.
W renesansie miała miejsce pierwsza poważniejsza przebudowa kościoła - wzniesiono m.in. kaplice Lasockich i Miedzianków - piękne mauzolea z katakumbami. Bogate uposażenie kościoła oraz kaplicę ufundował ówczesny właściciel Brzezin - Stanisław Lasocki. Wyposażenie do kaplic, jak i całego kościoła sprowadzono z Krakowa.
W 1515 roku dobudowana została kaplica Matki Bożej Różańcowej - na wzór kaplicy Zygmunta w katedrze wawelskiej.
Ostatnią dobudowana kaplicą jest kaplica Świętego Krzyża z 1619 roku.
W połowie XIX wieku kościół zamknięto, gdyż jego konstrukcja była poważnie uszkodzona. Po odbudowie świątynia została poświęcona 30 października 1853 roku i służy do dziś społeczności katolickiej w Brzezinach.

## Kościół

### Architektura
Kościół pw. Podwyższenia Świętego Krzyża jest kościołem murowanym, jednonawowym, z niskim prezbiterium. Przy prezbiterium do świątyni przylega piętrowa zakrystia i mała kruchta.
Pierwotnie wzniesiony w stylu gotyckim, po licznych przebudowach stanowi mieszankę gotyku, renesansu i baroku.
Warta uwagi jest zwłaszcza renesansowa kaplica Lasockich, w której znajduje się rodzinne mauzoleum. Górująca nad nią kopuła z latarnią wzorowana była na bazylice św. Piotra w Rzymie.

### Wyposażenie
Zachowało się wiele cennych elementów wyposażenia świątyni, jak np.:
- w kościele:
  - barokowe organy z XVII w.[5]
  - gotycka rzeźba Chrystus w Ogrojcu (ok. 1500 r.)[5]
  - płaskorzeźba Ukrzyżowanie (XVI-XVII w.)[5]
  - XVII-wieczny krucyfiks[1]
  - dzwon z 1641 r.[1]
  - trzy kropielnice - w tym dwie gotyckie[1]
  - rokokowy konfesjonał[1] (XVII w.)
  - srebrny relikwiarz w kształcie krzyża z herbem Brzezin i datą 1628[5]
  - rzeźba św. Mikołaja z Bari (XVI w.)[5]
  - XVII-wieczna monstrancja wieżyczkowa[5]
- w kaplicach Lasockich i Miedzianków
  - rzeźby nagrobkowe z XVI i XVII wieku[3]
  - nagrobek Urszuli z Maciejowskich Leżeńskiej, ufundowany przez męża, kasztelana Jana Leżeńskiego - autorstwa Jana Michałowicza z Urzędowa, wykonany w latach 1565-1568[6]
  - płyta nagrobkowa Stanisława i Zofii z Szydłowieckich Lasockich z I poł. XVI w.- dzieło Giovanniego Ciniego ze Sieny[3][5].